# تل معروف
تل معروف بلدة سورية تتبع ناحية تل حميس ، منطقة القامشلي ، محافظة الحسكة شمال شرق سورية وتبعدُ حوالي 28 كم عن مدينة القامشلي .

## التاريخ
كانت بلدة تل معروف عبارة عن أرض بور تابعة لأملاك شيخ قبيلة طيء؛ وكان يطلق عليها «تل بعرور» نسبةً إلى وجود عدد كبير من الرعيان الذين اتخذوها استراحة لقطعان الغنم. وكان أهل القرى المجاورة يجمعون من تلك المنطقة البعرور، فيكون حطبًا لفصل الشتاء؛ حتَّى جاء عالم وشيخ صوفي يُدعى أحمد الخزنوي فبنى أول منزلٍ سكني فيها، تبعتهُ عائلات كثيرة إلى أن صارت مقصدًا لكثيرٍ من الزوار من بلدانٍ مختلفة.
بدأت تتطوّر القرية شيئًا فشيئًا حيث غُيّر اسمها من «تل بعرور» إلى اسمها اليوم «تل معروف» كما شهدت في البداية تشييد مسجدٍ من الطين وحجرة لتدريس طلاب العلم بالإضافةِ إلى عددٍ من المنازل والدور السكنية بمختلف أشكالها الطينية والإسمنتية. فرَّ إليها الكثيرون من تركيا بسبب الحرب العالمية الثانية، وقام الفلاحون بتوسيع عقار القرية حتى أصبحت مساحتها أربعة آلاف هكتار، وتمّ شملها بالإصلاح الزراعي عام 1978.
تمكّن تنظيم الدولة الإسلامية (داعش) في تمّوز/يوليو من عام 2014 من السيطرة على القرية لفترةٍ محدودةٍ قبل أن تستعيدها وحدات حماية الشعب وذلك ضمنَ المعركة التي أُطلقَ عليها اسم «الانتقام لشهداء كوباني»، وكان تنظيم داعش قد هاجم القرية من ثلاث محاور مشتبكًا مع الوحدات الكردية حتى طردها من المنطقة لكنّه تعرض لقصفٍ مدفعي كثيف ما تسبَّب في مقتل عددٍ من عناصره وانسحاب الباقي.